# Gaeliska Irland

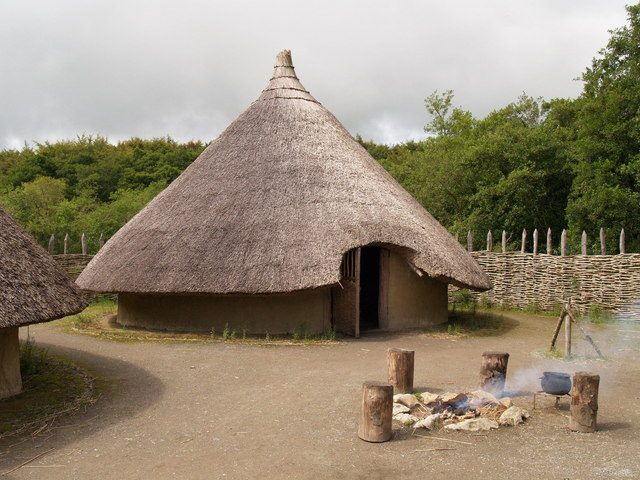
Rundhus i County Clare (rekonstruerat), som ända fram till 1300-talet var den vanligare typen av byggnad på Irland

Gaeliska Irland (iriska: Éire Ghaidhealach) betecknar en social och politisk ordning som rådde på Irland fram till det tidiga 1600-talet och den kultur som förknippades med denna ordning. Fram till tiden före de normandernas invasion år 1169, inbegrep det gaeliska Irland hela ön. Även de vikingar som bosatte sig på Irland under århundradena som följde denna invasion hade snabbt gälifierats. Senare omfattade det gaeliska Irland de områden som under varje given tidpunkt inte låg under utländskt styre, ända fram till år 1607, då det sista av den iriska adeln flydde och hela landet hamnade under Englands styre. 
Politiskt utgjorde Irland under denna period ett lapptäcke av hierarkiskt ordnade kunga- och hövdingadömen, vilkas ledare valdes genom tanisteri. Krig var vanligt förekommande mellan dessa härskare. Tidvis ökade en och annan härskare sin makt tillräckligt för att erkännas som högkung. 
Samhället var byggt kring en klanorganisation och hade dessutom klasskiktningar, som samhällen runt om i Europa på den tiden i övrigt. Grundstommen i ekonomin utgjordes av halvnomadiserande boskapsskötsel (pastoralism). Pengar användes i allmänhet inte under perioden, byteshandel var den huvudsakliga formen av varuutbyte. Utpräglade former av irlandsgaelisk klädsel, musik, konst, dans, idrott och arkitektur kan urskiljas, som senare skulle smälta samman med anglo-saxiska stilar och ge upphov till den s.k. insulära stilen, som skulle dominera Irland till den normandiska invasionen.
Det gaeliska Irland var från början hedniskt och hade en lång muntlig tradition. Den skriftliga traditionen började i tidigt i den historiska tiden, möjligtvis så tidigt som under första århundradet av vår tideräkning. Det rörde sig då om inskriptionerna med ogam-alfabetet. Omvändelsen till kristendomen på 400-talet följdes av införande av en litterär tradition som bevarade mycket av den förkristna mytologin och förfinade den gamla lagtraditionen (Brehonernas lag), även om både mytologin och lagen fick anpassas till att inte strida mot den nya religionen. 
Under den tidiga medeltiden utgjorde Irland en viktig centrum för lärdom. På grund av detta och eftersom Irland blev kristet före många andra områden i Europa, hade iriska missionärer och lärda stort inflytande i Västeuropa och bidrog till att sprida kristendomen till delar av Britannien och Europa som fortfarande förblev icke-kristna. 

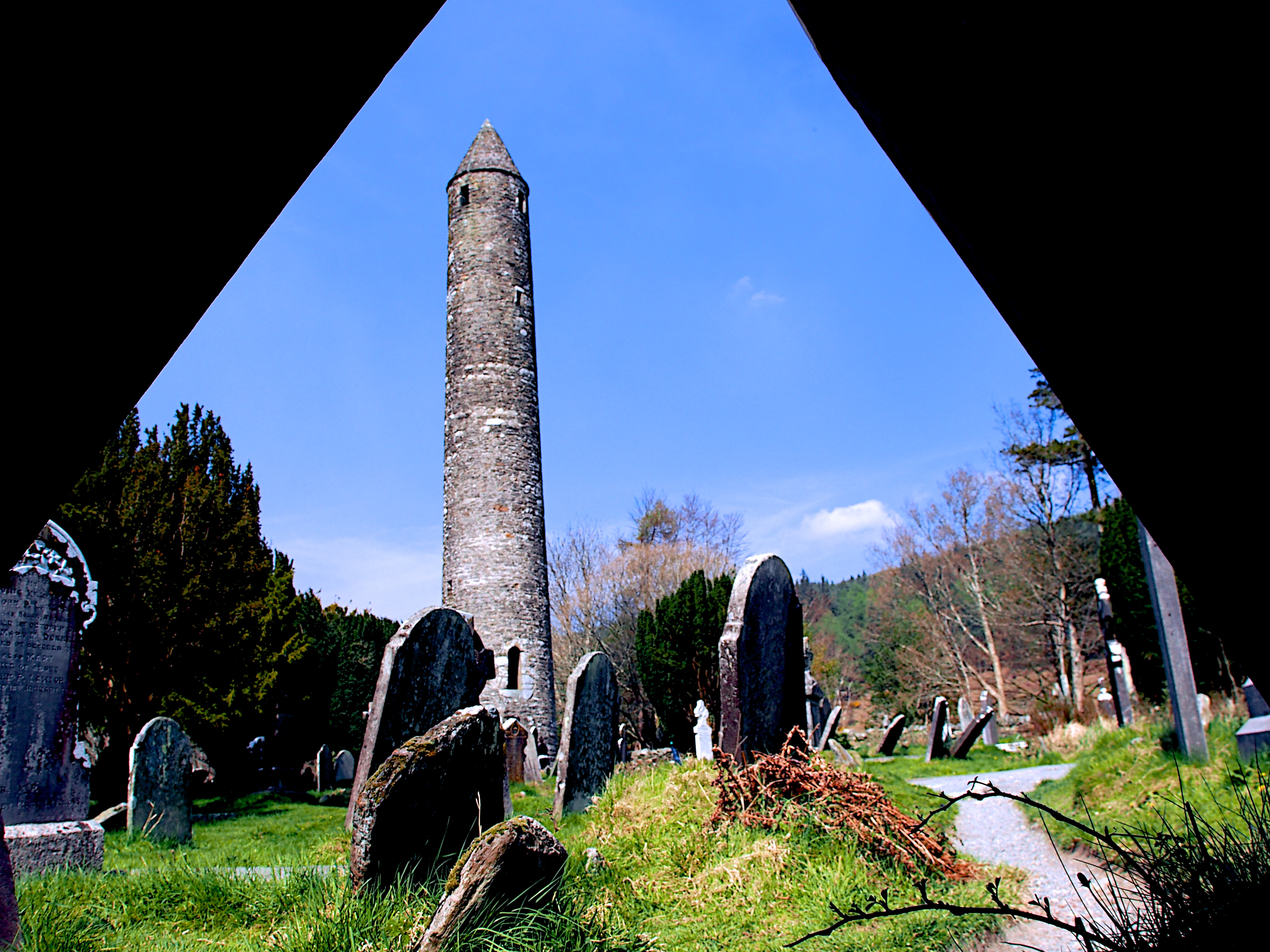
Rundtornet i Glendalough, byggt för att bland annat ge skydd åt klosterfolket under plötsliga anfall.

De första större byarna och bosättningarna (Dublin, Limerick, Waterford) uppstod när vikingarna började anlända under 800-talet för att göra plundringståg. De  grundades vid kusterna och samtidigt längs floderna inåt landet, för att underlätta rörelsen inåt och övervintringen. Vikingarna som bodde här blev med tiden språkligt assimilerade och förvandlades till gäler av nordiskt ursprung, precis som normanderna också skulle komma att byta sin språkliga hemvist efter några generationer i Frankrike.